# Cucq
 Cucq  (official name is Cucq-Trépied-Stella-Plage) là một xã của tỉnh Pas-de-Calais, thuộc vùng Hauts-de-France, miền bắc nước Pháp.

## Dân số
| 1962                                                           | 1968 | 1975 | 1982 | 1990 | 1999 |
| -------------------------------------------------------------- | ---- | ---- | ---- | ---- | ---- |
| 3323                                                           | 3883 | 4154 | 4373 | 4299 | 4912 |
| Census count starting from 1962: Population without duplicates |      |      |      |      |      |